# 瓦伊塔拉
13°36′16.00″S 75°21′11.20″W / 13.6044444°S 75.3531111°W
瓦伊塔拉（西班牙語：Huaytará），是秘魯的城鎮，位於該國中南部萬卡韋利卡大區，是瓦伊塔拉省的首府，距離皮斯科112公里，海拔高度2,658米，居民主要使用奇楚瓦語和西班牙語。